# Мигел-Алвис

Мигел-Алвис на карте штата.

Мигел-Алвис (порт. Miguel Alves) — муниципалитет в Бразилии, входит в штат Пиауи. Составная часть мезорегиона Север штата Пиауи. Входит в экономико-статистический микрорегион Байшу-Парнаиба-Пиауиенси. Население составляет 32 289 человек на 2010 год. Занимает площадь 1393,715 км². Плотность населения — 23,17 чел./км².

## Демография
Согласно сведениям, собранным в ходе переписи 2010 г. Национальным институтом географии и статистики (IBGE), население муниципалитета составляет:
| Полное население                               | Полное население                               | Полное население                               | Полное население                               | 32 289 |
| ---------------------------------------------- | ---------------------------------------------- | ---------------------------------------------- | ---------------------------------------------- | ------ |
| в том числе:                                   | Городское население                            | 10 711                                         | Процент городского населения, %                | 33,17  |
|                                                | Сельское население                             | 21 578                                         | Процент сельского населения, %                 | 66,83  |
|                                                | Мужское население                              | 16 359                                         | Процент мужского населения, %                  | 50,66  |
|                                                | Женское население                              | 15 930                                         | Процент женского населения, %                  | 49,34  |
| Плотность населения, чел/км²                   | Плотность населения, чел/км²                   | Плотность населения, чел/км²                   | Плотность населения, чел/км²                   | 23,17  |
| Население муниципалитета в % к населению штата | Население муниципалитета в % к населению штата | Население муниципалитета в % к населению штата | Население муниципалитета в % к населению штата | 1,04   |

По данным оценки 2016 года, население муниципалитета составляет 33 075 жителей.

## История
Город основан 24 мая 1912 года.

## Статистика
- Валовой внутренний продукт на 2003 год составляет 38 462 102 реалов (данные: Бразильский институт географии и статистики).
- Валовой внутренний продукт на душу населения на 2003 год составляет 1252,14 реалов (данные: Бразильский институт географии и статистики).
- Индекс развития человеческого потенциала на 2000 год составляет 0,54 (данные: Программа развития ООН).